# Grand Prix Formule 1 van Monaco 1978
De Grand Prix Formule 1 van Monaco 1978 werd gehouden op 7 mei 1978 in Monaco.

## Uitslag
| Positie | Nummer | Rijder                | Team               | Ronden | Tijd/Opgave     | Startplaats | Punten |
| ------- | ------ | --------------------- | ------------------ | ------ | --------------- | ----------- | ------ |
| 1       | 4      | Patrick Depailler     | Tyrrell-Ford       | 75     | 1:55:14.66      | 5           | 9      |
| 2       | 1      | Niki Lauda            | Brabham-Alfa Romeo | 75     | +22,45 s        | 3           | 6      |
| 3       | 20     | Jody Scheckter        | Wolf-Ford          | 75     | +32,29 s        | 9           | 4      |
| 4       | 2      | John Watson           | Brabham-Alfa Romeo | 75     | +33,53 s        | 2           | 3      |
| 5       | 3      | Didier Pironi         | Tyrrell-Ford       | 75     | +1:08.06        | 13          | 2      |
| 6       | 35     | Riccardo Patrese      | Arrows-Ford        | 75     | +1:08.77        | 14          | 1      |
| 7       | 8      | Patrick Tambay        | McLaren-Ford       | 74     | +1 Ronde        | 11          |        |
| 8       | 11     | Carlos Reutemann      | Ferrari            | 74     | +1 Ronde        | 1           |        |
| 9       | 14     | Emerson Fittipaldi    | Fittpaldi-Ford     | 74     | +1 Ronde        | 20          |        |
| 10      | 15     | Jean-Pierre Jabouille | Renault            | 71     | +4 Rondes       | 12          |        |
| 11      | 5      | Mario Andretti        | Lotus-Ford         | 69     | +6 Rondes       | 4           |        |
| NF      | 12     | Gilles Villeneuve     | Ferrari            | 62     | Ongeluk         | 8           |        |
| NF      | 6      | Ronnie Peterson       | Lotus-Ford         | 56     | Versnellingsbak | 7           |        |
| NF      | 7      | James Hunt            | McLaren-Ford       | 43     | Handling        | 6           |        |
| NF      | 36     | Rolf Stommelen        | Arrows-Ford        | 38     | Rijder onwel    | 19          |        |
| NF      | 27     | Alan Jones            | Williams-Ford      | 29     | Olielek         | 10          |        |
| NF      | 22     | Jacky Ickx            | Ensign-Ford        | 27     | Remmen          | 16          |        |
| NF      | 16     | Hans-Joachim Stuck    | Shadow-Ford        | 24     | Ongeluk         | 17          |        |
| NF      | 26     | Jacques Laffite       | Ligier-Matra       | 13     | Versnellingsbak | 15          |        |
| NF      | 18     | Rupert Keegan         | Surtees-Ford       | 8      | Transmissie     | 18          |        |
| NQ      | 9      | Jochen Mass           | ATS-Ford           |        |                 |             |        |
| NQ      | 17     | Clay Regazzoni        | Shadow-Ford        |        |                 |             |        |
| NQ      | 10     | Jean-Pierre Jarier    | ATS-Ford           |        |                 |             |        |
| NQ      | 19     | Vittorio Brambilla    | Surtees-Ford       |        |                 |             |        |
| PQ      | 32     | Keke Rosberg          | Theodore-Ford      |        |                 |             |        |
| PQ      | 24     | Derek Daly            | Hesketh-Ford       |        |                 |             |        |
| PQ      | 31     | René Arnoux           | Martini-Ford       |        |                 |             |        |
| PQ      | 25     | Héctor Rebaque        | Lotus-Ford         |        |                 |             |        |
| PQ      | 30     | Brett Lunger          | McLaren-Ford       |        |                 |             |        |
| PQ      | 37     | Arturo Merzario       | Merzario-Ford      |        |                 |             |        |

## Statistieken
| Pole-position | Carlos Reutemann | Ferrari            | 1:28.34 |
| Snelste ronde | Niki Lauda       | Brabham-Alfa Romeo | 1:28.65 |

## Noot
- Dit was de 250ste Grand Prix-start voor een Amerikaanse coureur.
- Dit was de eerste Grand Prix-winst voor Patrick Depailler. Depailler won zijn eerste race pas in zijn 69ste Grand Prix, en hiermee verbrak hij het 'record' van Jochen Rindt die 50 Grands Prix moest wachten tot zijn eerste Grand Prix-winst tijdens de Grote Prijs van de Verenigde Staten van 1969

1929 · 1930 · 1931 · 1932 · 1933 · 1934 · 1935 · 1936 · 1937 · 1948 · 1950 · 1955 · 1956 · 1957 · 1958 · 1959 · 1960 · 1961 · 1962 · 1963 · 1964 · 1965 · 1966 · 1967 · 1968 · 1969 · 1970 · 1971 · 1972 · 1973 · 1974 · 1975 · 1976 · 1977 · 1978 · 1979 · 1980 · 1981 · 1982 · 1983 · 1984 · 1985 · 1986 · 1987 · 1988 · 1989 · 1990 · 1991 · 1992 · 1993 · 1994 · 1995 · 1996 · 1997 · 1998 · 1999 · 2000 · 2001 · 2002 · 2003 · 2004 · 2005 · 2006 · 2007 · 2008 · 2009 · 2010 · 2011 · 2012 · 2013 · 2014 · 2015 · 2016 · 2017 · 2018 · 2019 · 2020 · 2021 · 2022 · 2023 · 2024 · 2025